# Танасис Минопулос
 Тази статия е за гръцкия скулптор.  За гръцкия андартски капитан вижте Атанасиос Минопулос.  
Атанасиос (Танасис) Минопулос (на гръцки: Αθανάσιος, Θανάσης Μηνόπουλος) е гръцки скулптор от XX век.

## Биография
Роден е в малкото южномакедонско градче Лерин (на гръцки: Флорина) в 1931 година. Учи в Атинското училище за изящни изкуства, а след това в Истанбул, Цюрих и Виена. Основната част от работата му са мемориални скулптори, в които Минопулос влага идеализирана естетика и героичен символизъм.
Умира в 1982 година.